# BGV 11 bis 14
Die Triebwagen 11 bis 14 waren vier Schmalspur-Dampftriebwagen der Borzsavölgyi Gazdasági Vasút (BGV; deutsch: Borzsatalbahn), welche im damaligen Nordost-Oberungarn (heute Karpatenukraine) ein schmalspuriges Streckennetz von 107 km Länge betrieb.

## Geschichte
Die vier Fahrzeuge wurden 1908 von der Budapester Maschinenfabrik MÁVAG mit den Fabriknummern 2079 bis 2082 an die Borzsavölgyi Gazdasági Vasút ausgeliefert. Obwohl sie als Triebwagen geführt wurden, handelte es sich faktisch um Dampfmotorlokomotiven. Fahrgast- oder Gepäckräume waren nicht vorhanden. Wegen ihrer geringen Leistung kamen sie hauptsächlich vor leichten Personenzügen zum Einsatz.
Ähnliche Fahrzeuge waren bereits 1904 und 1905 von der Aradi és Csanádi Egyesült Vasutak (ACsEV) beschafft worden. Über diese Dampftriebwagen ist, außer dass zwei Stück vorhanden waren, nicht viel bekannt.
Nach der Verstaatlichung der Borzsatalbahn zum 1. Januar 1923 kamen die Fahrzeuge zu den Tschechoslowakischen Staatsbahnen (ČSD). Zwei der Fahrzeuge – die Nummern 12 und 13 – wurden bereits um 1921 ausgesondert, die beiden verbliebenen standen noch bis 1924 im Einsatz. Im neuen Nummernschema der ČSD war ab 1925 die Baureihenbezeichnung M 25.0 vorgesehen, eine Umzeichnung erfolgte jedoch nicht mehr. Bis 1927 wurden die Triebwagen ausgemustert.

## Technische Merkmale
Die Fahrzeuge besaßen zwei der schon in den Triebwagen 1 bis 5 verwendeten Maschinenanlagen mit einem de-Dion-et-Bouton-Kessel, welche auch einzeln betrieben werden konnten. Die beiden Kessel waren hintereinander stehend im Führerstand angeordnet.
Die Dampfmotoranlagen gaben ihre Kraft auf die jeweils äußeren Achsen ab. Die mittlere Achse war nicht angetrieben.
Die Betriebsvorräte waren in zwei kurzen Vorbauten untergebracht.